# Trójkąt wymierny
Trójkąt wymierny – trójkąt, którego pole powierzchni i długości boków są wymierne. Istnieje nieskończenie wiele różnych trójkątów wymiernych.
Trójkąt wymierny średnioboczny – trójkąt wymierny, którego długości boków są kolejnymi liczbami naturalnymi. Istnieje nieskończenie wiele różnych trójkątów wymiernych średniobocznych.
Przykłady trójkątów wymiernych średniobocznych:
- trójkąt egipski,
- trójkąt indyjski[1].